# Die Rose von Kaïrwan
Die Rose von Kaïrwan. Erzählung aus drei Erdtheilen, eine Erzählung Karl Mays, erschien 1893 im Verlag von Bernhard Wehberg.

## Inhalt
Der Band enthält die lose verbundenen Texte:
1. Ein Kaper (basierend auf Robert Surcouf[1], einer Erzählung über den französischen Kaperer Robert Surcouf gegen Großbritannien während der Revolutionskriege).
2. Der Pfahlmann[2] (basierend auf Ein Dichter[3])
3. Eine Befreiung[4] (Motive von Die Rose von Sokna[5]; im Manuskript noch Eine Steinigung)

### Robert Surcouf/Ein Kaper

#### Textgeschichte
Die Erzählung erschien erstmals 1882 in der Zeitschrift Deutscher Hausschatz unter dem Pseudonym Ernst von Linden.
1894 wurde sie von Karl May nahezu unverändert unter dem Titel Ein Kaper in den Band Die Rose von Kaïrwan eingearbeitet.
Im Rahmen der Gesammelten Werke des Karl-May-Verlags findet sich der Text seit 1916 unter dem Titel Der Kaperkapitän in Band 38 Halbblut.
Unter diesem Titel erschien die Erzählung auch 1917 als Feldpostausgabe des Karl-May-Verlags.
1918 erschienen Lizenzausgaben des Textes in der Deutschen Tageszeitung und im Deutschen Lehrerblatt. 1918 folgte eine weitere unter dem Titel Der Kaper-Kapitän. Erzählung von Karl May in der Vogesenwacht.
In der Schweizer Wochenzeitung Der Sonntag erschien 1925 der Text unter der Überschrift Kapitän Surcouf. Erzählung aus der französischen Revolutionszeit. Von Karl May.
In der Reihe Abenteuer aus aller Welt des Hanns-Jörg Fischer Verlags Leipzig erschien 1941 als Band 24 Der Kaperkapitän.
Zahlreiche weitere Lizenzausgaben der Erzählung zwischen 1916 und 1945 sind wahrscheinlich. Etliche Lizenzausgaben des Bandes Halbblut erschienen in den 1960er Jahren.
Im Jahre 1974 erschienen zwei Reprints des Bandes Die Rose von Kaïrwan, nämlich bei Olms (Taschenbuch) und im Karl-May-Verlag (Leinen).
1978 erschien im Manfred Pawlak Verlag Herrsching der Sammelband Unter heißer Sonne als gebundene Ausgabe. Darin ist Die Rose von Kaïrwan in modernisierter Fassung enthalten.
1982 brachte die Karl-May-Gesellschaft den Reprintband Kleinere Hausschatz-Erzählungen heraus, der einen reprographischen Nachdruck der Erstausgabe beinhaltet.
Der Pawlak-Band wurde 1983 als Taschenbuch neu aufgelegt und eine satzgleiche Lizenzausgabe davon 1992 im Leipziger Kommissions- und Großbuchhandel.
In der DDR erschien 1987 im Verlag Neues Leben Berlin die Anthologie Piraten vor den Azoren. Seeräubergeschichten, die einen Nachdruck von Robert Surcouf enthält.
1995 erschien in der von Siegfried Augustin und Walter Hansen besorgten Karl-May-Ausgabe des Nymphenburger Verlags, in der so genannten Roten Reihe, der Band Kara Ben Nemsi und die Rose von Kairwan, der Die Rose von Kaïrwan in bearbeiteter Fassung enthält.
In den 1990er Jahren veröffentlichte der Weltbild Verlag in der Reihe Weltbild Sammler-Edition den Band Die Rose von Kaïrwan in modernisierter Form. Diese Edition ist eine Lizenzausgabe des Verlags Neues Leben, in dem 1998 der inhaltsgleiche Band erschien.
Die Schweizer Karl-May-Freunde brachten 2008 einen Reprint der Erzählung auf Grundlage des Zeitungsabdrucks von 1925 in Der Sonntag heraus.
2009 veröffentlichte der epubli Verlag den Sammelband Erzählungen Band I. Humoresken & Historische Erzählungen, der den Text im Neusatz beinhaltet.
Unter dem Titel Die List des Franzosen erschien die Geschichte 2010 im Sonderband zu den Gesammelten Werken Auf Tod oder Leben.

#### Inhalt
- Vor Toulon.
- Eine kühne That.
- Der Flug des Falken.
- In Paris.

Im Herbst 1793 hilft der junge Surcouf in Le Beausset einem von Soldaten bedrängten Priester, Vater Martin, und trifft dabei auf Bonaparte. Dieser gibt ihm das erbetene Kriegsschiff nicht, und so entführt Surcouf selbst ein britisches Schiff namens „The hen“ aus dem besetzten Toulon und tauft es in „Le faucon“ um.
Viele Jahre später ist er ein von den Engländern gefürchteter und gejagter Kaperkapitän im Indischen Ozean. Er kämpft gegen den Iren Schooter, den Kapitän des Kutters „Eagle“, und rettet erneut den Priester von damals.
Als er nach Frankreich zurückkehrt, erhält er von Bonaparte Genugtuung, schlägt aber das Angebot, ein Kommando zu übernehmen, aus.
Nach prophetischen Worten an Bonaparte trennen sich die Wege der beiden.

#### Sonstiges
Die Quelle Mays für die Biographie Surcoufs ist noch nicht ermittelt.

#### Übersetzungen
1886 erschien als vermutlich erste niederländische May-Übersetzung (ohne Angabe des Autors) Robert Surcouf. Episoden uit het Leven van een Kaperkapitein in der Druckerei De Katholieke Illustratie in ’s-Hertogenbosch.
1917 veröffentlichte der Karl-May-Verlag eine französische Übersetzung von Der Kaperkapitän unter dem Titel Le Corsaire, hauptsächlich für französische Kriegsgefangene bestimmt.
In Frankreich selbst gab es seit 1927 mehrere Auflagen einer eigenen Übersetzung.

#### Hörbuch
Eine kostenlose Hörbuchfassung des Textes Robert Surcouf wurde 2010 bei LibriVox veröffentlicht.

### Der Pfahlmann/Ein Dichter
Der Pfahlmann ist eine von Karl May selbst bearbeitete Neufassung der frühen Abenteuererzählung Ein Dichter.

#### Textgeschichte
Die ursprüngliche Erzählung Ein Dichter wurde erstmals von April bis Juni 1879 in der Zeitschrift All-Deutschland! und in ihrer Parallelausgabe Für alle Welt! unter dem Pseudonym Karl Hohenthal veröffentlicht.
1894 wurde die Erzählung, von May bearbeitet und um ein Kapitel gekürzt, mit dem Titel Der Pfahlmann als zweite Abteilung in den Band Die Rose von Kaïrwan aufgenommen.
Im Jahre 1974 erschienen zwei Reprints dieses Bandes, nämlich bei Olms (Taschenbuch) und im Karl-May-Verlag (Leinen).
1978 erschien im Manfred Pawlak Verlag Herrsching der Sammelband Unter heißer Sonne als gebundene Ausgabe. Darin ist Die Rose von Kaïrwan in modernisierter Fassung enthalten.
Der Pawlak-Band wurde 1983 als Taschenbuch neu aufgelegt und eine satzgleiche Lizenzausgabe davon 1992 im Leipziger Kommissions- und Großbuchhandel.
1995 erschien in der von Siegfried Augustin und Walter Hansen besorgten Karl-May-Ausgabe des Nymphenburger Verlags, in der so genannten Roten Reihe, der Band Kara Ben Nemsi und die Rose von Kairwan, der Die Rose von Kaïrwan in bearbeiteter Fassung enthält.
Im Rahmen der Gesammelten Werke des Karl-May-Verlags findet sich Die Rose von Kaïrwan samt Ein Pfahlmann seit 1997 in Band 38 Halbblut.
In den 1990er Jahren veröffentlichte der Weltbild Verlag in der Reihe Weltbild Sammler-Edition den Band Die Rose von Kaïrwan in modernisierter Form. Diese Edition ist eine Lizenzausgabe des Verlags Neues Leben, in dem 1998 der inhaltsgleiche Band erschien.

#### Inhalt
Im Llano estakado treffen der Dichter Richard Forster und der Jäger Tim Summerland aufeinander. Letzterer rettet dem Dichter mit einem Schluck Wasser das Leben. Glücklich entronnen treffen sie am Rande der Wüste auf Stakemen. Nach einem Kampf hat Summerland sein geraubtes Eigentum zurück, und der Oberschurke wird durch einen Tomahawkschlag gekennzeichnet.
Als der Schurke sich später in Stenton bei dem reichen Bankier Olbers und dessen Tochter Marga unter dem falschen Namen Tom Wilson einschleicht, wird er von Forster entlarvt und muss seinen üblen Plan ändern. Zwar misslingen die Anschläge auf Summerland und Forster, aber der Schurke kann mit 50.000 ergaunerten Dollar fliehen.
Summerland und Forster kennen dessen Pläne und folgen ihm nach Mexiko. Sie können dort weitere alte Verbrechen aufdecken und ein neues an Graf Hernando verhindern. Wilson wird verhaftet, ihm wird der Prozess gemacht, und er wird hingerichtet.
Die Helden werden von Graf Hernando reich beschenkt und kehren nach Stenton zurück, wo Forster sich mit Marga Olbers verlobt.

#### Mays Bearbeitungen
Für die Buchfassung Ein Pfahlmann hat Karl May seinen Text Ein Dichter inhaltlich nur wenig verändert:
Am Anfang wurden die Rollen des Lebensretters und des Geretteten vertauscht.
Die Flucht und die Gefangenschaft auf der Insel entfiel: Der Bösewicht findet seine Strafe eher.
Die harmlosen erotischen Szenen wurden etwas entschärft.

### Die Befreiung/Die Rose von Sokna
Die Orientgeschichte Eine Befreiung erschien zuerst 1894 als Dritte Abtheilung des Bandes Die Rose von Kaïrwan und wurde bereits von Karl May selbst stark bearbeitet, indem er Thema und Personal der frühen Erzählung Die Rose von Sokna nutzte und durch Erweiterungen auf fast den vierfachen Umfang brachte.

#### Inhalt
Rose von Sokna: Der europäische Ich-Erzähler erfährt bei der Rückkehr nach einem Ausflug in die Wüste nach Mursuk, dass die Tochter seines Gastfreundes Manasse Ben Aharab geraubt wurde. Der Anführer der Gum, Kofla-Aga, fordert zehn Beutel Gold für die Freilassung des Mädchens. Dem Ich-Erzähler gelingt es mit Hilfe seines arabischen Dieners Ali, in den Schlupfwinkel der Räuber einzudringen, Kofla-Aga gefangen zu nehmen und Rahel zu ihrem Vater nach Mursuk zurückzubringen.
Die Befreiung: Der Sohn des Dichters Richard Forster (von dem im Pfahlmann die Rede ist) begegnet uns in Von Mursuk bis Kaïrwan als der Orientalist Forster, der das liebende Herz des schönen Christenmädchens Rahel gewinnt, die von dem Juden Manasse ben Aharab als Ziehvater erzogen wurde. Heldenhaft erretten Forster und ein Freund sie aus den Fängen muslimischer Fanatiker.
Mays Erweiterungen der Rose von Sokna-Erzählung betreffen vor allem den Juden Manasse ben Aharab. Er ist ein reicher jüdischer Handelsherr in Mursuk. Er ist Witwer und der Ziehvater von Rahel. Er ist sehr stolz und lebt außerordentlich zurückgezogen. Manasse ist Gastgeber Kara Ben Nemsis. Er weist die Werbung Tahafs und Forsters um Rahel zurück. Er wird von einem Boten Tahafs, der Rahel entführt hat, tödlich verwundet. Im Sterben gesteht er, Rahel als Kind von einem sterbenden französischen Matrosen anvertraut bekommen, aber wegen ihres Vermögens als eigenes Kind behalten und aufgezogen zu haben; ihre Papiere hat er vernichtet.

#### Buchausgaben
In den Gesammelten Werken ist der Text unter dem Titel Von Mursuk bis Kairwan in Band 38 Halbblut zu finden.
Aktuelle Ausgaben finden sich in der Bücherdatenbank des Freundeskreis Karl May Leipzig.

## Textgeschichte
Die Rose von Kaïrwan erschien vermutlich bereits Ende November 1893 als 352-seitiger Leinenband, auch wenn im Buch das Jahr 1894 angegeben ist. Es sind mehrere Einbandvarianten in unterschiedlich farbigem Leinen nachgewiesen sowie zwei unterschiedliche Textfassungen. Diese unterscheiden sich durch Korrekturen, beispielsweise von Buchstabendrehern oder ausgebrochenen Lettern. Es ist nicht sicher, ob es von dem Band Nachauflagen gab.
Für die Gesammelten Werke des Karl-May-Verlages (KMV) wurden die drei Erzählungen nach dem Tod des Autors auseinandergerissen. Die Surcouf-Geschichte wanderte 1916 unter dem Titel Der Kaperkapitän in Band 38 (Halbblut), die 2. Abtheilung gelangte in den gleichen Band.
Eine Befreiung fand 1921 Aufnahme in Band 19 (Kapitän Kaiman), wo sie den Titel Von Mursuk bis Kaïrwan erhielt.
Inzwischen sind die drei Erzählungen im 1997 neu konzipierten Band 38 wieder vereint.